# General Mosconi (Salta)
General Mosconi is een plaats in het Argentijnse bestuurlijke gebied General San Martín in de provincie  Salta. De plaats telt 19.811 inwoners.